# ゴンサロ・フィエッロ
ゴンサロ・フィエッロ（Gonzalo Antonio Fierro Caniullán、1983年3月21日 - ）は、チリの元サッカー選手。元チリ代表。ポジションはミッドフィールダー。

## 経歴
2006年にチリ代表デビュー。翌年のコパ・アメリカ2007では3試合に出場した。3大会ぶりの出場となった2010 FIFAワールドカップのメンバーにも選ばれた（試合出場なし）。2015年までに25試合に出場、1得点をあげた。

## 代表歴

### 出場大会
- チリ代表
  - 2010 FIFAワールドカップ

### 試合数
- 国際Aマッチ 25試合 1得点（2006年-2015年）[1]

| チリ代表 | 国際Aマッチ | 国際Aマッチ |
| 年       | 出場        | 得点        |
| -------- | ----------- | ----------- |
| 2006     | 1           | 0           |
| 2007     | 9           | 0           |
| 2008     | 4           | 1           |
| 2009     | 2           | 0           |
| 2010     | 3           | 0           |
| 2011     | 4           | 0           |
| 2012     | 0           | 0           |
| 2013     | 0           | 0           |
| 2014     | 1           | 0           |
| 2015     | 1           | 0           |
| 通算     | 25          | 1           |